# 斯乔潘采沃农村居民点
斯乔潘采沃农村居民点（俄语：Стёпанцевское сельское поселение）是俄罗斯联邦弗拉基米尔州维亚兹尼基区所属的一个农村居民点。其下辖有24个居民点，行政中心为斯乔潘采沃。据2016年统计，该农村居民点的人口为3507人。